# David I de Etiopía
David I (aprox. 1350 - 1413), fue emperador de Etiopía de 1382 a 1413. Hijo menor de Saïfa-Arad, sucede a su hermano Néouya-Maryam.
Traslada su capital más al sur, a Jédaya (Yalabacha). Combate los musulmanes de Ifat liderados hasta 1386 por Hak ed-Din y después por Saad II. En el interior, las querellas religiosas enfrentan a los cristianos unos contra otros.
David I recibe una embajada del emir hanafí de Egipto, y envía a cambio al sultán Barkuk veintidós camellos cargados de presentes. Obtiene de Jerusalén un trozo de la Vera Cruz y diversas pinturas, entre ellas célebre Kouérata-Reésou que representa la figura del Cristo coronado de espinas.
El 16 de julio de 1402, una embajada etíope numerosa y ricamente dotada desembarca en Venecia, conducida por un Florentino llamado Antonio Bartoli, residente en Etiopía desde hace algunos años. Distribuye regalos (animales, como los leopardos) entre los dirigentes venecianos y otros príncipes europeos (entre ellos los primos del dux Guillaume y Albert de Austria, y el duque de Milán Jean Galéas Visconti). El objetivo es conseguir material religioso para Etiopía (ropa sacerdotal, cruces, cálices, patenas, etc., y también iconos y reliquias), y de atraer artesanos europeos al país. Michele Steno habría ofrecido a los etíopes un fragmento de la Vera Cruz. Entre los demás regalos citados: un reloj, espejos, telas, alfombras. Un espléndido cáliz de plata, ofrecido por los venecianos a cambio de una perla de doce quilates, pudo ser contemplado ciento veinte años más tarde por Francisco Álvares.
Los archivos venecianos han conservado una lista de artesanos italianos que marcharon con los embajadores: Vito, un pintor florentino que vivía en Venecia; un armero napolitano instalado en Padua; Antonio, un albañil florentino; otro Antonio, carpintero florentino; un tuilier y briquetier de Treviso. Si algunos regalos llegaron a destino, ignoramos que fue del grupo de artesanos: una segunda embajada etíope llegó en 1404 a la búsqueda de la primera. Parece según las cartas contemporáneas conservadas que esta delegación estuvo en Roma, visitando iglesias y buscando reliquias.
Sin duda debido a estas embajadas fue redactado el itinerario europeo más antiguo conocido para viajar a Etiopía, el Iter de Venetiis ad Indiam, cuyo punto de origen es Venecia, y que hace pasar la ruta hacia Etiopía a través de Jerusalén. Este documento corresponde al reinado de David I. En cuanto a la propia Etiopía, el texto indica tres partes: una lista de rutas para viajar por el territorio; una presentación breve pero bien informada de la organización política del país (con referencias precisas a príncipes locales); y (de manera muy moderna) una lista de expresiones corrientes en amárico con su traducción al latín. Se pueden encontrar los nombres de las grandes provincias de Etiopía (Angot, Choa, Godjam, Walaga), y el nombre del emperador Dawit I (llamado también el Preste Juan), del que se dice que pasa el invierno en «Chaamera», y si no en « Sciohua ».
David I abdica en 1413 en favor de Teodoro I de Etiopía, que es el mayor de sus cuatro hilos, los cuales son sucesivamente emperadores.